# Xói mòn bờ

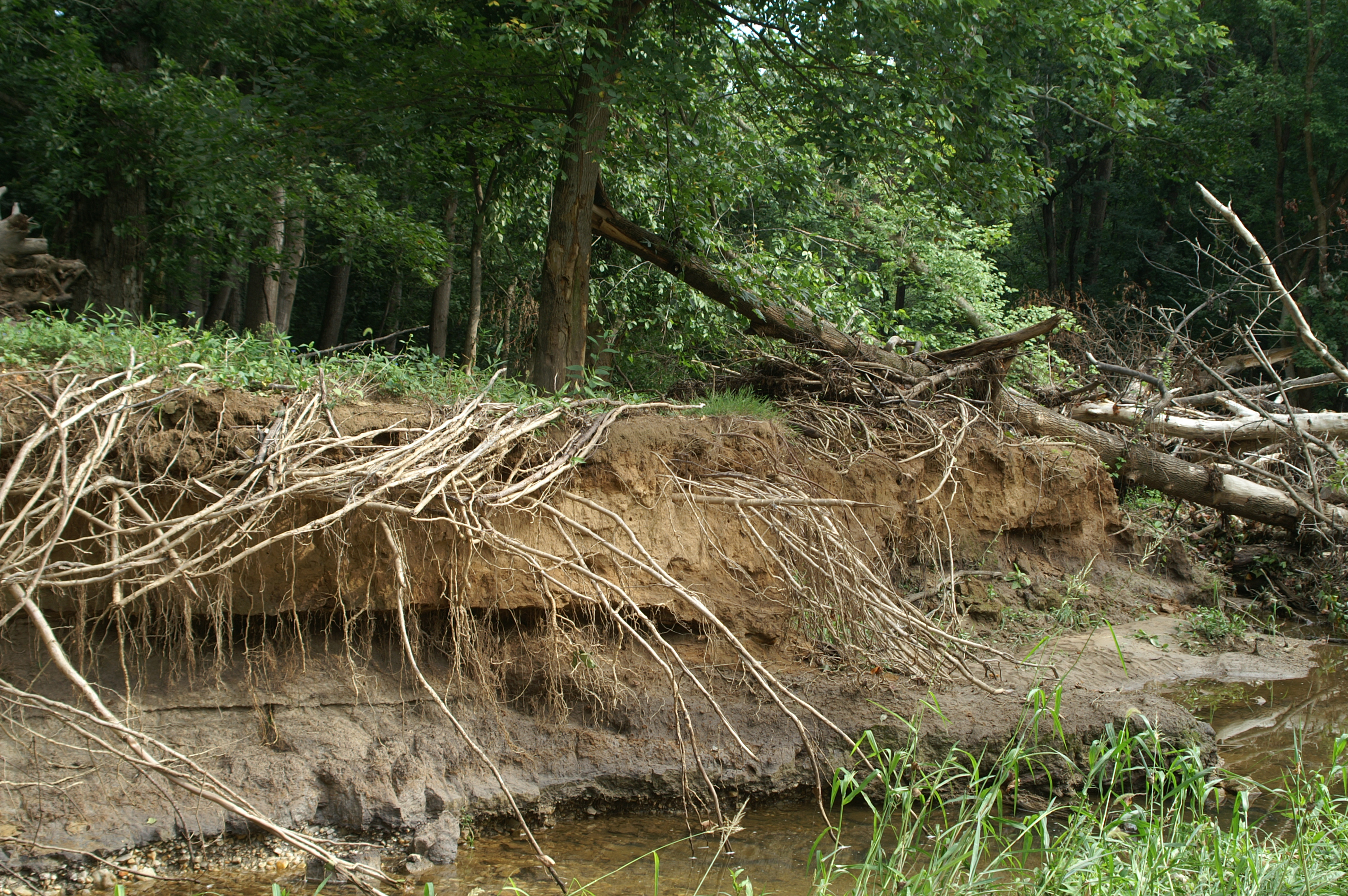
Dòng chảy xói mòn dọc theo Pimmit Run ở McLean, Virginia, kết quả của sự phát triển thượng nguồn. Xói mòn bờ là tự nhiên, nhưng có thể được tăng cường bởi con người.

Xói mòn bờ là sự bào mòn của bờ suối hoặc sông. Điều này được phân biệt với sự xói mòn của lòng sông, được gọi là cọ rửa.
Rễ cây mọc bên sông  suối bị xói mòn bởi sự xói mòn như vậy. Khi rễ liên kết chặt với đất, chúng hình thành các mố nhô ra khỏi mặt nước. Những điều này có ảnh hưởng đáng kể đến tốc độ và tiến trình của sự xói mòn.

## Đo lường
Có nhiều phương pháp để đo tốc độ xói mòn bờ sông. Một phương pháp trực tiếp là chèn các thanh kim loại (gọi là "chân ăn mòn") vào bờ và đánh dấu vị trí của bề mặt bờ dọc theo các cồn tại các thời điểm khác nhau. Kỹ thuật đo lường đơn giản này có thể được tăng cường với việc sử dụng bộ ghi dữ liệu được gắn vào một thanh quang điện tử; logger ghi lại điện áp, đó là một dấu hiệu cho thấy bao nhiêu thanh được tiếp xúc. Một phương pháp phổ biến khác là khảo sát một mặt cắt ngang luồng liên tục theo thời gian. Điều này đo lường tốc độ xói mòn bên cạnh những thay đổi về hình dạng của các bờ suối. Hình ảnh trên không và vệ tinh có thể được sử dụng để đo tốc độ xói mòn bờ và di chuyển sông ở quy mô không gian lớn hơn bằng cách so sánh các địa điểm bờ tại nhiều thời điểm khác nhau. Cuối cùng, có nhiều phương pháp ít phổ biến hơn như sử dụng trầm tích hoặc tuổi cây để tính tốc độ xói mòn bằng cách xấp xỉ các vị trí lịch sử của kênh sông.

## Cơ chế
Có hai cơ chế chính của xói mòn bờ sông: xói mòn sông và sạt lở. Xói mòn sông là việc loại bỏ trực tiếp của các hạt đất do nước chảy. Tốc độ xói mòn dòng sông được xác định bằng cả lực của nước chảy (ví dụ dòng chảy nhanh hơn bằng lực nhiều hơn) và khả năng chống xói mòn của vật liệu nằm ở bên bờ (ví dụ đất sét thường có khả năng chống xói mòn cao hơn cát). Sạt lở xảy ra khi trọng lượng của một dòng sông lớn hơn sức mạnh của đất, khiến bờ sụp đổ. Quá trình này phụ thuộc vào một số yếu tố bao gồm cường độ bên trong của đất (ví dụ đất sét so với cát), hàm lượng nước trong đất và thảm thực vật. Hai quá trình xói mòn này được liên kết là sự xói mòn ở đáy của bờ tạo ra một góc bờ dốc hơn hoặc các khối đất nhô ra không ổn định hơn và có khả năng sụp đổ.
Các quá trình xói mòn khác bao gồm các chu kỳ làm ướt và làm khô hoặc đóng băng và tan băng làm suy yếu bờ đất và làm cho nó dễ bị xói mòn hơn. Một hình thức xói mòn bổ sung được gọi là xói mòn thấm. Điều này xảy ra khi nước ngầm chảy ra từ một dòng suối với lực đủ mạnh để làm xói mòn vật liệu trên bờ. Xói mòn thấm có thể được gọi là một "đường ống" vì một hệ thống "đường ống" đất của đất sét bị xói mòn.

## Thảm thực vật
Thảm thực vật có thể có tác động đáng kể đến xói mòn bờ. Nói chung, các bờ với thảm thực vật sẽ xảy ra xói mòn chậm hơn so với những bờ không có. Thảm thực vật dày đặc mọc trên mặt bờ có thể làm chệch dòng nước chảy và ngăn chặn xói mòn. Rễ nói chung làm tăng sức mạnh của vật liệu bờ, làm cho bờ ít bị sạt lở. Tuy nhiên, cây cũng có thể tăng thêm trọng lượng đáng kể cho dòng chảy của dòng suối và thực sự có thể làm giảm sự ổn định.

## Điều khiển

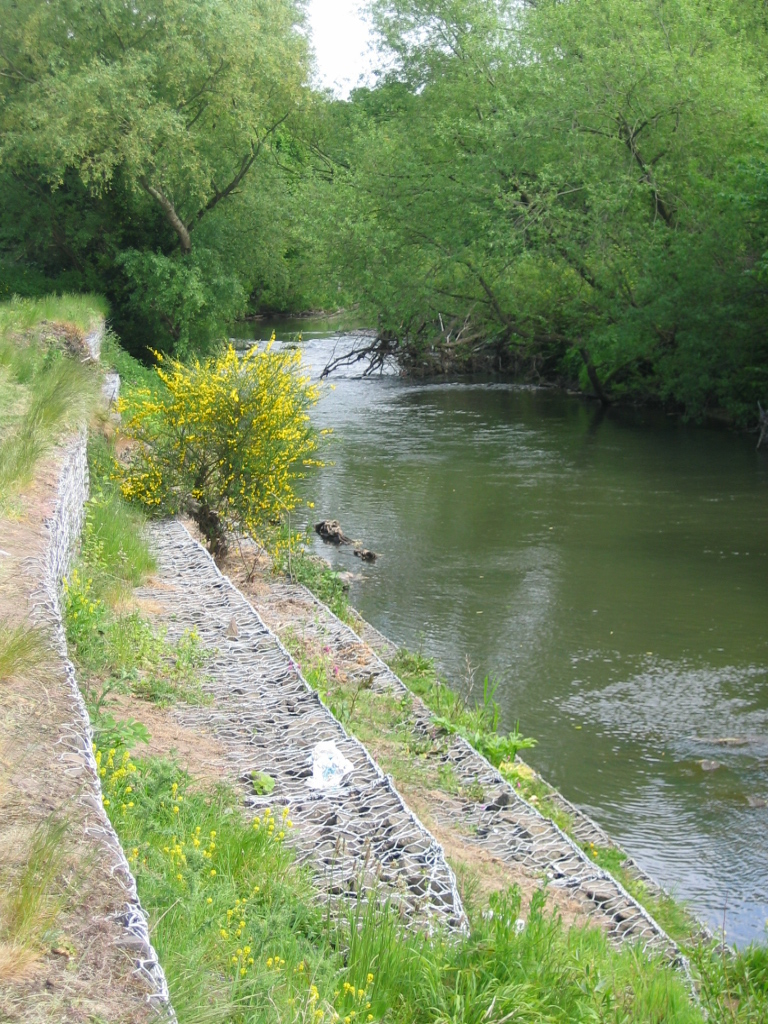
Rọ đá được sử dụng để ổn định bờ sông Esk, Lothian, Scotland

Xói mòn bờ là một quá trình tự nhiên: không có nó, các dòng sông sẽ không uốn khúc và thay đổi quá trình. Tuy nhiên, các mô hình quản lý đất thay đổi thủy văn và/hoặc lớp phủ thực vật có thể hành động để tăng hoặc giảm tỷ lệ di chuyển kênh. Ở nhiều nơi, dù bờ có bất ổn hay không là do hoạt động của con người, mọi người cố gắng giữ gìn dòng sông ở một nơi duy nhất. Điều này có thể được thực hiện để cải tạo môi trường hoặc để ngăn chặn một dòng sông thay đổi quá trình xâm nhập vào đất đang được người dân sử dụng. Một cách mà điều này được thực hiện là bằng cách đặt riprap hoặc rọ đá dọc theo ngân hàng. Một phương pháp tự nhiên phổ biến để giảm xói mòn bờ là trồng lại các loài thực vật bản địa trong khu vực. Các hệ thống rễ mở rộng của các rễ này cung cấp hỗ trợ sức nặng trong đất và ngăn chặn xói mòn do mưa.